# Furth (Niederbayern)
Furth er en kommune i Landkreis Landshut, i regierungsbezirk Niederbayern i den tyske delstat Bayern. Den ligger godt 12 km nordvewt for Landshut, og er administrationsby for Verwaltungsgemeinschaft Furth.